# Love and Honor
Amor y honor (Love and Honor) es una película romántica dirigida por Danny Mooney. Es el largometraje con el que debutó Mooney como director. La película, basada en una historia real, trata sobre un soldado de Míchigan. Transcurre durante la Guerra de Vietnam, y está ambientada principalmente en Ann Arbor y alrededores. La historia sigue a un soldado que, después de haber sido abandonado por su novia, decide volver de la guerra en secreto a casa acompañado de su mejor amigo para intentar reconquistarla.

## Sinopsis
En 1969, en el momento de la misión Apolo 11, el soldado estadounidense Dalton Joiner, luchando en la guerra de Vietnam, utiliza su tiempo de permiso (que se supone iba a pasar en Hong Kong), para volar de regreso a los EE. UU. e intentar recuperar el corazón de su novia Jane. Su compañero de armas, el soldado Mickey Wright lo acompaña. Jane ahora se hace llamar Juniper, y forma parte de un grupo de activistas contra la guerra. Joiner y Wright hacen creer al grupo que han desertado, lo que les hace ganar la admiración de los activistas, hasta que se revela que planean regresar a Vietnam al poco tiempo. Jane rompe (de nuevo) con Joiner, lo que le hace decidir huir a Canadá. Wright se enamora de Candace, pero regresa a Vietnam.

## Reparto
- Liam Hemsworth: Mickey Wright.
- Aimee Teegarden: Juniper/Jane.
- Teresa Palmer: Candace.
- Austin Stowell: Dalton Joiner.
- Chris Lowell: Peter Goose.
- Max Adler: Burns.
- Wyatt Russell: Topher Lincoln.
- Delvon Roe: Isaac.